# 毛梗双花草
毛梗双花草（学名：Dichanthium aristatum）为禾本科双花草属下的一个种。